# Cynthia Aaron
Cynthia Aaron (Minneapolis, Minnesota, 3 de mayo de 1957) es una jueza asociada del Cuarto Distrito de California Tribunal de Apelación, División Uno, habiendo sido nombrada para el puesto por el Gobernador Gray Davis en 2003.
Aaron se graduó en Psicología por la Universidad de Stanford en 1979 y obtuvo su Doctorado en Derecho por la Escuela de Derecho Harvard en 1984. Desde 1984 hasta 1988, Aaron fue abogada de tribunales con Federal Defenders of San Diego, Inc. En 1988, cofundó una firma de abogados, donde trabajó hasta que lo dejó en 1994, cuando fue nombrada Magistrada de los Estados Unidos. Dejó la magistratura, cuando el Gobernador Gray Davis le nombró Juez asociada del Cuarto Distrito de California Tribunal de Apelación, División Uno.
Aaron está casada, tiene un hijo y dos hijastros adultos.